# Tiếng La Chí
Tiếng La Chí (tiếng Trung: 拉基; Hán-Việt: Lạp Cơ; bính âm: lājī, tên tự gọi ở Trung Quốc: li˧˥pu˦ ljo˦; tên tự gọi ở Việt Nam: qu˧˨ te˦˥˧, trong đó qu˧˨ nghĩa là "người") là một ngôn ngữ thuộc ngữ chi Kra được nói ở Vân Nam, Trung Quốc và ở miền bắc Việt Nam. Có 9.500 người nói tiếng La Chí tại Việt Nam vào năm 1990. Edmondson (2008) ghi nhận có 2.500 người khác ở Mã Quan, Vân Nam, Trung Quốc năm 1995, nhưng Li Yunbing (2000) ghi nhận có 60 người nói tiếng Mã Quan trong tổng số 1.600 người La Chí Mã Quan.

## Phương ngữ
Weera Ostapirat đề xuất ba phân nhánh chính của tiếng La Chí.
- Bắc (La Chí Hoa hay La Chí Trung Quốc)
- Trung (La Chí Trắng)
- Nam (La Chí Đen và Tóc Dài)

Jerold A. Edmondson lưu ý rằng các nhà nghiên cứu Việt Nam gần đây đã không thể định vị được người nói phương ngữ La Chí Trắng. Nó cũng là phương ngữ ít được nghiên cứu nhất của tiếng La Chí. Huyện chí Mã Quan 马关县志 thời Trung Hoa Dân Quốc đặt tên là Lạt Bặc 剌僰 (thêm bộ thủ khuyển 犭cho từ Lạt 剌) và Lạp Kê 拉鸡 (Li 2000: 5).

## Phân bố
Kosaka (2000) ghi nhận có 6.000-8.000 người nói tiếng La Chí tại Việt Nam và 2.000 người nói tại Trung Quốc. Người La Chí Mã Quan, Trung Quốc hiện được phân loại là người Tráng (Li 2000), trong khi người La Chí Ma Lật Pha, Trung Quốc, cùng với người Pu Péo, được phân loại là người Di. Người La Chí Việt Nam được phân loại là một dân tộc riêng biệt.

### Trung Quốc
Người La Chí tại Trung Quốc sống ở nhiều địa điểm khác nhau ở huyện Mã Quan (马关县), Vân Nam, thuộc châu tự trị Tráng và Miêu Văn Sơn (文山壮族苗族自治州) gần biên giới với tỉnh Hà Giang, Việt Nam. Theo nhà ngôn ngữ học người Mỹ Jerold A. Edmondson, người La Chí của Trung Quốc được cho là đã chuyển đến vị trí hiện tại của họ vào thời nhà Thanh từ những nơi mà Việt Nam gọi là Mạch Bố 麥布, Mạch Đốc 麥督 và Mạch Hà 麥哈. Ngoài ra, người La Chí cũng được tìm thấy rải rác ở các huyện Diêm Sơn, Khâu Bắc, Tây Trù và Ma Lật Pha.

### Việt Nam
Người La Chí sống chủ yếu ở huyện Xín Mần, huyện Hoàng Su Phì, tỉnh Hà Giang. Ngoài ra còn có nhiều người La Chí sống ở huyện Bắc Quang ở mạn nam tỉnh Hà Giang. Vì phương ngữ La Chí của Việt Nam có nhiều từ mượn tiếng Trung Quốc, nên người La Chí của Việt Nam nhất định đã di cư từ phía bắc, ở Trung Quốc (Kosaka 2000). Tương tự, người La Chí ở Mã Quan, Vân Nam, Trung Quốc, ngay bên kia biên giới cho rằng tổ tiên của họ đã di cư từ châu A Mê 阿迷, nay là Khai Viễn, Vân Nam. Tại Việt Nam, Jerold Edmondson lưu ý rằng tên tự gọi phổ biến nhất được sử dụng là qu31 te341, trong đó qu31 nghĩa là 'người' (bắt nguồn từ *khraC1 'người' trong ngôn ngữ Kra nguyên thủy). Người La Chí là một dân tộc được công nhận chính thức tại Việt Nam và được chia như sau (Kosaka 2000, Edmondson 2008):
La Chí Tóc Dài (li35pu44 tjoŋ44)
- Bản Phùng, huyện Hoàng Su Phì — làng lớn nhất; coi như cái nôi

La Chí Đen (li35pu44 pi55)
- Bản Díu, Xín Mần — người nói đã chuyển sang tiếng Nùng

La Chí Trắng (li35pu44 pu55, ngôn ngữ có lẽ đã biến mất) 
- Bản Pắng, huyện Hoàng Su Phì - người nói đã chuyển sang tiếng Nùng, ngôn ngữ chung của khu vực
- Bản Máy, huyện Hoàng Su Phì - người nói đã chuyển sang tiếng Nùng, ngôn ngữ chung của khu vực

Tiếng La Chí cũng được nói ở (Kosaka 2000):
- Thôn Tân Lợi, huyện Bắc Quang, tỉnh Hà Giang - được hình thành thông qua một cuộc di cư từ xã Tân Lập, nay được gọi là xã Tân Thành.
- Chí Cà, huyện Xín Mần, tỉnh Hà Giang
- Huyện Bắc Hà, tỉnh Lào Cai - hậu duệ của người di cư từ Bản Phùng; không còn nói tiếng La Chí nữa (ví dụ, ở Thôn Núng Choáng, xã Nàm Sán)
- Huyện Mường Khương, tỉnh Lào Cai - hậu duệ của người di cư từ Bản Phùng; không còn nói tiếng La Chí nữa

Kosaka (2000) mô tả tuyến đường di cư sau đây đã đưa La Chí của Bản Phùng, huyện Hoàng Su Phì đến các địa điểm khác, tất cả đều ở huyện Bắc Quang, tỉnh Hà Giang.
1. Bản Phùng, huyện Hoàng Su Phì
2. Xã Tân Lập (nay gọi là Xã Tân Thành)
3. Xã Yên Bình
4. Xã Vĩ Thượng
5. Xã Xuân Giang (sau này được chia thành hai xã, bao gồm Nà Khương, nơi tập trung nhiều người La Chí hơn)

## Ngữ pháp
Giống như các ngôn ngữ thuộc ngữ chi Kra khác như tiếng Cờ Lao và Bố Ương, tiếng La Chí đặt từ phủ định ở cuối mệnh đề (Li 2000).

## Ngữ âm
Ngữ âm của tiếng Lachi được điều chỉnh từ công trình của Li. (2000).

### Phụ âm
|              |               | Môi    | Môi | Lợi    | Lợi | (Lợi-) ngạc cứng | Ngạc mềm | Ngạc mềm | Tiểu thiệt | Thanh hầu |
| thường       | vòm           | thường | vòm | thường | môi | (Lợi-) ngạc cứng |          |          | Tiểu thiệt | Thanh hầu |
| ------------ | ------------- | ------ | --- | ------ | --- | ---------------- | -------- | -------- | ---------- | --------- |
| Tắc/ Tắc Xát | vô thanh      | p      | pʲ  | t      | tʲ  | tɕ               | k        | kʷ       | q          | ʔ         |
| Tắc/ Tắc Xát | bật hơi       | pʰ     | pʲʰ | tʰ     | tʲʰ |                  | kʰ       | kʷʰ      | qʰ         |           |
| Tắc/ Tắc Xát | hữu thanh     | b      | bʲ  | (d)    | (d) |                  |          |          |            |           |
| Xát          | Xát           | f      | f   | (s)    | (s) | ɕ                |          |          |            | h         |
| Tiếp cận     | Tiếp cận      |        |     |        |     | j                | w        | w        |            |           |
| Mũi          | Mũi           | m      | mʲ  | n      | nʲ  | ɲ                | ŋʷ       | ŋʷ       |            |           |
| Cạnh         | Cạnh          |        |     | l      | lʲ  |                  |          |          |            |           |
| Âm tiết      | hữu thanh     | m̩      | m̩   |        |     |                  | ŋ̍ʷ       | ŋ̍ʷ       |            |           |
| Âm tiết      | thanh hầu hoá | ˀm̩     | ˀm̩  |        |     |                  | ˀŋ̍ʷ      | ˀŋ̍ʷ      |            |           |

- /d/ xuất hiện ở các từ mượn tiếng Việt.
- Các âm tiếp cận /j w/ khi đứng trước /i/, có thể phát âm thành [ʑ ʊ̯]. Hai âm này cũng có thể được phát âm dưới dạng âm xát thanh hầu hữu thanh [ɦ].

### Nguyên âm
|          | Trước | Giữa | Sau | Sau |
| -------- | ----- | ---- | --- | --- |
| Đóng     | i     |      | u   | u   |
| Nửa đóng | e     |      | ɤ   | o   |
| Nửa mở   | ɛ     |      | ɔ   | ɔ   |
| Mở       |       | a    | ɑ   | ɑ   |

- Các nguyên âm chuẩn [i] và [ɛ], chỉ xuất hiện sau các phụ âm đầu thuộc nhóm ngạc cứng, ngạc mềm, phụ âm hóa ngạc và môi hoá. Khi đứng sau các phụ âm đầu khác, chúng bị ngạc mềm hoá và được phát âm thành [-ˠi], [-ˠɛ].